# Online Computer Library Center
Online Computer Library Center (OCLC) is een non-profitorganisatie die als doel heeft het verspreiden van informatie. Het werd opgericht op 5 juli 1967 als het Ohio College Library Center. De oprichter is Fred Kilgour en het hoofdkantoor staat in Dublin, Ohio (Verenigde Staten). In 2007 nam het PICA, een belangrijke organisatie voor de bibliotheekautomatisering in Nederland, over. Sinds juli 2013 is Skip Prichard directeur en voorzitter van OCLC.
In Nederland heeft het OCLC vestigingen in Leiden en Paterswolde.

## Onderzoek
Het OCLC doet al ruim 30 jaar onderzoek voor de bibliotheekgemeenschap. In overeenstemming met haar missie maakt OCLC de uitkomsten hiervan bekend in diverse publicaties. Deze publicaties, zoals krantenartikelen, rapportages, nieuwsbrieven, en presentaties zijn beschikbaar via de website van de organisatie.

## WorldCat
OCLC biedt heeft een databank, genaamd WorldCat, waarin de catalogi van een groot aantal bibliotheken worden geïntegreerd, zodat mensen deze gelijktijdig kunnen doorzoeken via de gelijknamige website of een interface op hun lokale bibliotheek. Individuele bibliotheken kunnen titelbeschrijvingen toevoegen, opzoeken en uitwisselen met hun lokale systeem via de applicatie Connexion, die in 2001 is geïntroduceerd. Daarnaast is het Gemeenschappelijk Geautomatiseerd Catalogiseersysteem van het vroegere PICA aan WorldCat gekoppeld.
In januari 2017 bevatte de OCLC database meer dan 380 miljoen records en 2,4 miljard gecatalogiseerde onderdelen. Het is daarmee de grootste bibliografische database ter wereld en omvat gegevens van 72.000 bibliotheken.

## Wise
Het bibliotheeksysteem Wise is een internationaal, open en geïntegreerd softwaresysteem voor bibliotheekbeheer. De software kan ook de publieke communicatie van de bibliotheek naar gebruikers toe beheren. Het systeem werd sedert januari 2019 geleidelijk ingevoerd, en was op 1 maart 2023 in meer dan 300 openbare bibliotheken in Vlaanderen in gebruik.